# Людовіт Рейс
Людовіт Рейс (нід. Ludovit Reis; нар. 1 червня 2000, Гарлем, Нідерланди) — нідерландський футболіст словацького походження, захисник клубу «Брюгге».

## Клубна кар'єра
Вихованець клубу «Гронінген». 2017 року підписав свій перший професіональний контракт з клубом до 2020 року. 15 жовтня 2017 року в матчі проти АЗ він дебютував в Ередивізі. 29 жовтня в поєдинку проти роттердамської «Спарти» Людовіт забив свій перший гол за «Гронінген», ставши першим автором голу вищого дивізіону країни, народженим у 2000 році 19 листопада 2017 року в матчі проти «Вітесса» отримав червону картку і у віці 17 років і 171 днів став наймолодшим гравцем, якого коли-небудь вилучали в рамках Ередивізі. Загалом за два сезони Рейс зіграв 48 матчів в усіх турнірах і забив 2 голи.
23 травня 2019 року підписав трирічний контракт з іспанською «Барселоною». Сума трансферу склала 3,25 млн євро з відступними в розмірі 100 млн євро.

## Титули і досягнення
- Володар Суперкубка Бельгії (1):

«Брюгге»: 2025